# Первый дивизион чемпионата мира по хоккею с шайбой 2015
Чемпионат мира по хоккею с шайбой 2015 года в I-м дивизионе — спортивное соревнование по хоккею с шайбой под эгидой ИИХФ, проходившее с 13 по 19 апреля 2015 года в Эйндховене (Нидерланды) и с 19 по 25 апреля 2015 года в Кракове (Польша). По итогам турнира в группе A: команды, занявшие первое и второе места получили право играть в ТОП-дивизионе чемпионата мира 2016 года. Победителем турнира стала сборная Казахстана, которая получила одну из путёвок в Топ-дивизион. Вторая путёвка досталась сборной Венгрии, попавшей в высший дивизион во второй раз (первый раз в 2009 году). Команда, занявшая последнее место, перешла в группу B (сборная Украины). По итогам турнира в группе B: команда, занявшая первое место (этой командой стала сборная Республики Корея), вышла в группу А, а команда, занявшая последнее место, перешла во второй дивизион чемпионата мира 2016 года (сборная Нидерландов).
Места проведения были названы на конгрессе ИИХФ в Минске (Белоруссия) во время чемпионата мира по хоккею 2014 года. Первоначально проведение турнира в группе A было доверено украинскому городу Донецк. На решение не повлияло даже то, что на востоке Украины в это время шёл вооружённый конфликт. Однако позже Федерация хоккея Украины отказалась от проведения чемпионата, и розыгрыш группы A было решено проводить в Кракове. В группе B соревнования прошли в городе Эйндховен, который сумел опередить столицу Эстонии Таллин.

## Перенос места проведения чемпионата
В мае, после избрания Донецка местом проведения чемпионата мира, произошёл пожар во Дворце спорта «Дружба». Однако болельщики и украинские хоккеисты пообещали к осени текущего года восстановить Дворец спорта. Однако 15 августа Федерация хоккея Украины заявила что отказывается от права проведения чемпионата. ИИХФ обратилась к другому кандидату во время голосования — Польше. Окончательное решение было принято на полугодовом конгрессе ИИХФ, к этому времени Польская федерация уже дала предварительное согласие. В середине сентября конгресс ИИХФ предоставил полякам право на проведение чемпионата мира.

## Арены
Матчи группы A проходили в «Краков Арена». Матчи группы B принял эйндховенский «Эйсспортцентрум».
| Краков Арена Вместимость: 15 132 | Эйсспортцентрум Вместимость: 1 700 |
| -------------------------------- | ---------------------------------- |
|                                  |                                    |
| Польша — Краков                  | Нидерланды — Эйндховен             |

## Участвующие команды
В чемпионате приняли участие 12 национальных команд — девять из Европы и три из Азии. Сборная Эстонии пришла из второго дивизиона, сборные Италии и Казахстана пришли из ТОП-дивизиона, остальные — с прошлого турнира первого дивизиона.
Группа A
| Сборная   | Квалификация                                                                          |
| --------- | ------------------------------------------------------------------------------------- |
| Италия    | Заняла 8-е место в группе A ТОП-дивизиона и опустилась оттуда в 2014 году             |
| Казахстан | Заняла 8-е место в группе B ТОП-дивизиона и опустилась оттуда в 2014 году             |
| Япония    | Заняла 3-е место в группе A первого дивизиона в прошлом году                          |
| Украина   | Заняла 4-е место в группе A первого дивизиона в прошлом году                          |
| Венгрия   | Заняла 5-е место в группе A первого дивизиона в прошлом году                          |
| Польша    | Хозяева, заняла 1-е место в группе B первого дивизиона и поднялась оттуда в 2014 году |

Группа B
| Сборная          | Квалификация                                                                  |
| ---------------- | ----------------------------------------------------------------------------- |
| Республика Корея | Заняла 6-е место в группе A первого дивизиона и опустилась оттуда в 2014 году |
| Хорватия         | Заняла 2-е место в группе B первого дивизиона в прошлом году                  |
| Литва            | Заняла 3-е место в группе B первого дивизиона в прошлом году                  |
| Великобритания   | Заняла 4-е место в группе B первого дивизиона в прошлом году                  |
| Нидерланды       | Хозяева, заняла 5-е место в группе B первого дивизиона в прошлом году         |
| Эстония          | Заняла 1-е место в группе A второго дивизиона и поднялась оттуда в 2014 году  |

## Судьи
ИИХФ утвердила 11 главных и 14 линейных судей для обслуживания матчей первого дивизиона чемпионата мира по хоккею с шайбой 2015 года. 

В группе A первого дивизиона участвовали 7 главных и 7 линейных судей.
В группе B первого дивизиона участвовали 4 главных и 7 линейных судей.
Группа A первого дивизиона чемпионата мира по хоккею с шайбой 2015 года

| Главные судьи - Андрис Ансонс - Петер Гебей - Рене Градил - Даниель Конц - Маркус Линде - Вики Трилар - Марк Виганд | Линейные судьи - Эндрю Далтон - Дмитрий Голяк - Матьяж Хрибар - Рене Йенсен - Войцех Мошчиньский - Тибор Ровенски - Александр Вальдейер |  |

Группа B первого дивизиона чемпионата мира по хоккею с шайбой 2015 года

| Главные судьи - Шейн Варшав - Якоб Грумсен - Ансси Салонен - Джефф Ингрэм | Линейные судьи - Луис Белен - Марек Главаты - Фредерик Моннайе - Пасси Ниеминен - Ульрих Пардатшер - Давид Пердув - Сотаро Ямагути |  |

## Группа A
|  | Команды, выходящие в ТОП-дивизион чемпионата мира 2016 года                 |
|  | Команда, переходящая в группу B первого дивизиона чемпионата мира 2016 года |

### Таблица
| М | Сборная   | И | В | ВО | ПО | П | ШЗ | ШП | РШ  | О  |
| - | --------- | - | - | -- | -- | - | -- | -- | --- | -- |
| 1 | Казахстан | 5 | 5 | 0  | 0  | 0 | 23 | 6  | +17 | 15 |
| 2 | Венгрия   | 5 | 4 | 0  | 0  | 1 | 14 | 11 | +3  | 12 |
| 3 | Польша    | 5 | 2 | 0  | 0  | 3 | 9  | 9  | 0   | 6  |
| 4 | Япония    | 5 | 2 | 0  | 0  | 3 | 10 | 16 | −6  | 6  |
| 5 | Италия    | 5 | 1 | 1  | 0  | 3 | 7  | 12 | −5  | 5  |
| 6 | Украина   | 5 | 0 | 0  | 1  | 4 | 8  | 17 | −9  | 1  |

### Результаты
Время местное (UTC+2).
| 19 апреля 2015 13:00 | Венгрия | 4 : 2 (1:1, 1:1, 2:0) | Япония | Краков Арена, Краков Зрителей: 2543 |

| Отчёт | Отчёт                      | Отчёт                                                                                        | Отчёт                                     | Отчёт                            |
| --- | -------------------------- | -------------------------------------------------------------------------------------------- | ----------------------------------------- | -------------------------------- |
| |                            |                                                                                              |                                           |                                  |
| | Миклош Райна — 00:00-60:00 | Вратари                                                                                      | 00:00-58:43 — Ютака Фукуфудзи 58:54-60:00 | Судьи: Андрис Ансонс Марк Виганд |
| | Голы:                      |                                                                                              |                                           | Судьи: Андрис Ансонс Марк Виганд |
| Даниэль Когер — 09:44 (Ф. Бэнхэм, Э. Сарауэр) Чанад Эрдей — 31:08 (Б. Шебок, Я. Хари) Фрэнк Бэнхэм (бол.) — 56:35 (Э. Сарауэр, Б. Магоши) Янош Хари (п.в.) — 58:54 (А. Орбан, Ч. Эрдей) | 0:1 :1 1:2 :2 3:2 4:2      | 01:36 — Дайсукэ Обара (К. Миносима, М. Нисиваки) 30:40 — Юсино Хирано (С. Янадори, К. Ямада) |                                           | Судьи: Андрис Ансонс Марк Виганд |
| |                            |                                                                                              |                                           | Судьи: Андрис Ансонс Марк Виганд |
| |                            |                                                                                              |                                           | Судьи: Андрис Ансонс Марк Виганд |
| |                            |                                                                                              |                                           | Судьи: Андрис Ансонс Марк Виганд |
| 2 мин | Штраф                      | 8 мин                                                                                        |                                           | Судьи: Андрис Ансонс Марк Виганд |
| |                            |                                                                                              |                                           |                                  |
| | 28                         | Броски                                                                                       | 23                                        |                                  |

| 19 апреля 2015 16:30 | Украина | 2 : 5 (0:2, 0:1, 2:2) | Казахстан | Краков Арена, Краков Зрителей: 2108 |

| Отчёт                                                                                          | Отчёт                           | Отчёт | Отчёт                         | Отчёт                           |
| ---------------------------------------------------------------------------------------------- | ------------------------------- | --- | ----------------------------- | ------------------------------- |
|                                                                                                |                                 | |                               |                                 |
|                                                                                                | Эдуард Захарченко — 00:00-60:00 | Вратари | 00:00-60:00 — Павел Полуэктов | Судьи: Петер Гебей Маркус Линде |
|                                                                                                | Голы:                           | |                               | Судьи: Петер Гебей Маркус Линде |
| Дмитрий Нименко — 46:39 (С. Варламов, И. Кугут) Андрей Михнов — 59:34 (А. Гниденко, Р. Благой) | 0:1 0:2 0:3 1:3 1:4 1:5 2:5     | 07:13 — Кевин Даллмэн 14:40 — Леонид Метальников (В. Краснослободцев, Е. Рымарев) 31:06 — Вадим Краснослободцев (бол.) (Е. Рымарев, А. Литвиненко) 47:59 — Константин Руденко (Ф. Полищук) 58:07 — Евгений Рымарев (К. Савенков, Т. Жайлауов) |                               | Судьи: Петер Гебей Маркус Линде |
|                                                                                                |                                 | |                               | Судьи: Петер Гебей Маркус Линде |
|                                                                                                |                                 | |                               | Судьи: Петер Гебей Маркус Линде |
|                                                                                                |                                 | |                               | Судьи: Петер Гебей Маркус Линде |
| 8 мин                                                                                          | Штраф                           | 8 мин |                               | Судьи: Петер Гебей Маркус Линде |
|                                                                                                |                                 | |                               |                                 |
|                                                                                                | 16                              | Броски | 24                            |                                 |

| 19 апреля 2015 20:00 | Польша | 1 : 2 (0:1, 1:1, 0:0) | Италия | Краков Арена, Краков Зрителей: 9456 |

| Отчёт                                         | Отчёт                                                            | Отчёт                                                                     | Отчёт                         | Отчёт                          |
| --------------------------------------------- | ---------------------------------------------------------------- | ------------------------------------------------------------------------- | ----------------------------- | ------------------------------ |
|                                               |                                                                  |                                                                           |                               |                                |
|                                               | Рафал Радзишевский — 00:00-51:26 Пшемыслав Одробны — 51:26-59:29 | Вратари                                                                   | 00:00-60:00 — Андреас Бернард | Судьи: Рене Градил Вики Трилар |
|                                               | Голы:                                                            |                                                                           |                               | Судьи: Рене Градил Вики Трилар |
| Гжегож Пасют — 26:22 (С. Ковалёвка, Р. Дутка) | 0:1 :1 1:2                                                       | 13:49 — Брайн Иначак (М. Инсам) 33:34 — Антон Бернард (мен.) (Х. Рамозер) |                               | Судьи: Рене Градил Вики Трилар |
|                                               |                                                                  |                                                                           |                               | Судьи: Рене Градил Вики Трилар |
|                                               |                                                                  |                                                                           |                               | Судьи: Рене Градил Вики Трилар |
|                                               |                                                                  |                                                                           |                               | Судьи: Рене Градил Вики Трилар |
| 29 мин                                        | Штраф                                                            | 10 мин                                                                    |                               | Судьи: Рене Градил Вики Трилар |
|                                               |                                                                  |                                                                           |                               |                                |
|                                               | 18                                                               | Броски                                                                    | 28                            |                                |

| 20 апреля 2015 13:00 | Казахстан | 5 : 0 (1:0, 3:0, 1:0) | Венгрия | Краков Арена, Краков Зрителей: 3289 |

| Отчёт | Отчёт                         | Отчёт   | Отчёт                     | Отчёт                           |
| --- | ----------------------------- | ------- | ------------------------- | ------------------------------- |
| |                               |         |                           |                                 |
| | Павел Полуэктов — 00:00-60:00 | Вратари | 00:00-60:00 — Бенце Балиж | Судьи: Рене Градил Даниель Конц |
| | Голы:                         |         |                           | Судьи: Рене Градил Даниель Конц |
| Константин Руденко (бол.) — 01:43 (Р. Савченко, К. Даллмэн) Алексей Воронцов — 25:50 (М. Паньшин, А. Литвиненко) Кевин Даллмэн (бол.) — 32:12 (В. Краснослободцев, Т. Жайлауов) Вадим Краснослободцев (бол.) — 35:36 (Е. Рымарев, Т. Жайлауов) Константин Пушкарёв — 48:06 (Т. Жайлауов) | 1:0 2:0 3:0 4:0 5:0           |         |                           | Судьи: Рене Градил Даниель Конц |
| |                               |         |                           | Судьи: Рене Градил Даниель Конц |
| |                               |         |                           | Судьи: Рене Градил Даниель Конц |
| |                               |         |                           | Судьи: Рене Градил Даниель Конц |
| 4 мин | Штраф                         | 16 мин  |                           | Судьи: Рене Градил Даниель Конц |
| |                               |         |                           |                                 |
| | 22                            | Броски  | 12                        |                                 |

| 20 апреля 2015 16:30 | Италия | 2 : 1 (OT) (0:0, 1:1, 0:0, 1:0) | Украина | Краков Арена, Краков Зрителей: 1392 |

| Отчёт                                                                                           | Отчёт                         | Отчёт                                                 | Отчёт                           | Отчёт                            |
| ----------------------------------------------------------------------------------------------- | ----------------------------- | ----------------------------------------------------- | ------------------------------- | -------------------------------- |
|                                                                                                 |                               |                                                       |                                 |                                  |
|                                                                                                 | Андреас Бернард — 00:00-60:16 | Вратари                                               | 00:00-60:16 — Эдуард Захарченко | Судья: Андрис Ансонс Марк Виганд |
|                                                                                                 | Голы:                         |                                                       |                                 | Судья: Андрис Ансонс Марк Виганд |
| Брайан Иначак (бол.) — 24:26 (С. Марчетти, М. Инсам) Марко Инсам — 60:16 (А. Эггер, А. Бернард) | 1:0 1:1 2:1                   | 26:25 — Виктор Захаров (А. Бондарев, А. Победоносцев) |                                 | Судья: Андрис Ансонс Марк Виганд |
|                                                                                                 |                               |                                                       |                                 | Судья: Андрис Ансонс Марк Виганд |
|                                                                                                 |                               |                                                       |                                 | Судья: Андрис Ансонс Марк Виганд |
|                                                                                                 |                               |                                                       |                                 | Судья: Андрис Ансонс Марк Виганд |
| 12 мин                                                                                          | Штраф                         | 12 мин                                                |                                 | Судья: Андрис Ансонс Марк Виганд |
|                                                                                                 |                               |                                                       |                                 |                                  |
|                                                                                                 | 33                            | Броски                                                | 19                              |                                  |

| 20 апреля 2015 20:00 | Япония | 0 : 2 (0:0, 0:0, 0:2) | Польша | Краков Арена, Краков Зрителей: 2662 |

| Отчёт | Отчёт                         | Отчёт | Отчёт                           | Отчёт                           |
| ----- | ----------------------------- | --- | ------------------------------- | ------------------------------- |
|       |                               | |                                 |                                 |
|       | Ютака Фукуфудзи — 00:00-57:41 | Вратари | 00:00-60:00 — Пшемыслав Одробны | Судья: Петер Гебей Маркус Линде |
|       | Голы:                         | |                                 | Судья: Петер Гебей Маркус Линде |
|       | 0:1 0:2                       | 42:42 — Томаш Маласинский (бол.) (К. Запала, М. Колуш) 50:32 — Марцин Колуш (М. Ромпковский, К. Калиновский) |                                 | Судья: Петер Гебей Маркус Линде |
|       |                               | |                                 | Судья: Петер Гебей Маркус Линде |
|       |                               | |                                 | Судья: Петер Гебей Маркус Линде |
|       |                               | |                                 | Судья: Петер Гебей Маркус Линде |
| 2 мин | Штраф                         | 4 мин |                                 | Судья: Петер Гебей Маркус Линде |
|       |                               | |                                 |                                 |
|       | 26                            | Броски | 21                              |                                 |

| 22 апреля 2013 13:00 | Казахстан | 7 : 2 (3:0, 0:0, 4:2) | Япония | Краков Арена, Краков Зрителей: 2479 |

| Отчёт | Отчёт                               | Отчёт                                                                                  | Отчёт                                               | Отчёт                          |
| --- | ----------------------------------- | -------------------------------------------------------------------------------------- | --------------------------------------------------- | ------------------------------ |
| |                                     |                                                                                        |                                                     |                                |
| | Павел Полуэктов — 00:00-60:00       | Вратари                                                                                | 00:00-20:00 — Ютака Фукуфудзи 20:00-40:00 — Юто Ито | Судья: Вики Трилар Марк Виганд |
| | Голы:                               |                                                                                        |                                                     | Судья: Вики Трилар Марк Виганд |
| Кевин Даллмэн — 02:38 (К. Руденко, Р. Старченко) Фёдор Полищук (бол.) — 06:48 (М. Семёнов, К. Даллмэн) Роман Старченко — 19:03 Роман Старченко — 42:35 (М. Паньшин, В. Трясунов) Константин Руденко — 45:06 (Р. Старченко, Ф. Полищук) Евгений Рымарев — 48:09 (В. Краснослободцев) Фёдор Полищук — 52:52 (К. Руденко) | 1:0 2:0 3:0 3:1 4:1 5:1 6:1 7:1 7:2 | 41:16 — Сюхэй Кудзи (Г. Танака, М. Нисиваки) 53:51 — Го Танака (С. Кудзи, М. Нисиваки) |                                                     | Судья: Вики Трилар Марк Виганд |
| |                                     |                                                                                        |                                                     | Судья: Вики Трилар Марк Виганд |
| |                                     |                                                                                        |                                                     | Судья: Вики Трилар Марк Виганд |
| |                                     |                                                                                        |                                                     | Судья: Вики Трилар Марк Виганд |
| 6 мин | Штраф                               | 6 мин                                                                                  |                                                     | Судья: Вики Трилар Марк Виганд |
| |                                     |                                                                                        |                                                     |                                |
| | 29                                  | Броски                                                                                 | 24                                                  |                                |

| 22 апреля 2015 16:30 | Италия | 1 : 4 (0:2, 0:0, 1:2) | Венгрия | Краков Арена, Краков Зрителей: 3125 |

| Отчёт                                               | Отчёт                                     | Отчёт | Отчёт                      | Отчёт                             |
| --------------------------------------------------- | ----------------------------------------- | --- | -------------------------- | --------------------------------- |
|                                                     |                                           | |                            |                                   |
|                                                     | Андреас Бернард — 00:00-58:01 59:16-60:00 | Вратари | 00:00-60:00 — Миклош Райна | Судья: Андрис Ансонс Маркус Линде |
|                                                     | Голы:                                     | |                            | Судья: Андрис Ансонс Маркус Линде |
| Александр Эггер — 45:16 (Б. Игначак, М. А. Занатта) | 0:1 0:2 0:3 1:3 1:4                       | 10:52 — Даниэль Когер (бол.) (Ф. Бэнхэм, Э. Сарауэр) 17:52 — Балинт Магоши (К. Надь) 43:01 — Иштван Шофрон (М. Ваш, Д. Когер) 59:16 — Мартон Ваш (п.в.) |                            | Судья: Андрис Ансонс Маркус Линде |
|                                                     |                                           | |                            | Судья: Андрис Ансонс Маркус Линде |
|                                                     |                                           | |                            | Судья: Андрис Ансонс Маркус Линде |
|                                                     |                                           | |                            | Судья: Андрис Ансонс Маркус Линде |
| 10 мин                                              | Штраф                                     | 8 мин |                            | Судья: Андрис Ансонс Маркус Линде |
|                                                     |                                           | |                            |                                   |
|                                                     | 11                                        | Броски | 21                         |                                   |

| 22 апреля 2015 20:00 | Польша | 3 : 2 (0:0, 1:0, 2:2) | Украина | Краков Арена, Краков Зрителей: 5975 |

| Отчёт | Отчёт                           | Отчёт                                                          | Отчёт                           | Отчёт                           |
| --- | ------------------------------- | -------------------------------------------------------------- | ------------------------------- | ------------------------------- |
| |                                 |                                                                |                                 |                                 |
| | Пшемыслав Одробны — 00:00-60:00 | Вратари                                                        | 00:00-59:37 — Эдуард Захарченко | Судья: Рене Градил Даниель Конц |
| | Голы:                           |                                                                |                                 | Судья: Рене Градил Даниель Конц |
| Адам Багиньский (мен.) — 33:13 (Г. Пасют) Матеуш Ромпковский (бол.) — 40:34 (М. Брык, М. Колуш) Матеуш Ромпковский (бол.) — 53:44 (К. Запала, М. Колуш) | 1:0 2:0 2:1 2:2 3:2             | 41:46 — Владислав Гаврик (Э. Захарченко) 44:52 — Виталий Лялка |                                 | Судья: Рене Градил Даниель Конц |
| |                                 |                                                                |                                 | Судья: Рене Градил Даниель Конц |
| |                                 |                                                                |                                 | Судья: Рене Градил Даниель Конц |
| |                                 |                                                                |                                 | Судья: Рене Градил Даниель Конц |
| 8 мин | Штраф                           | 12 мин                                                         |                                 | Судья: Рене Градил Даниель Конц |
| |                                 |                                                                |                                 |                                 |
| | 24                              | Броски                                                         | 19                              |                                 |

| 23 апреля 2015 13:00 | Япония | 3 : 2 (0:1, 1:0, 2:1) | Италия | Краков Арена, Краков Зрителей: 2572 |

| Отчёт | Отчёт                         | Отчёт                                                                                      | Отчёт                         | Отчёт                           |
| --- | ----------------------------- | ------------------------------------------------------------------------------------------ | ----------------------------- | ------------------------------- |
| |                               |                                                                                            |                               |                                 |
| | Ютака Фукуфудзи — 00:00-60:00 | Вратари                                                                                    | 00:00-58:59 — Андреас Бернард | Судья: Рене Градил Даниель Конц |
| | Голы:                         |                                                                                            |                               | Судья: Рене Градил Даниель Конц |
| Меи Усу — 38:48 (С. Такахаси, С. Янадори) Синья Янадори — 55:56 (Г. Танака, М. Усу) Юсиро Хирано — 57:06 | 0:1 :1 1:2 :2 3:2             | 19:34 — Лука Фриго (М. Гандер, А. Бернард) 47:25 — Хоаким Рамозер (Б. Иначак, С. Марчетти) |                               | Судья: Рене Градил Даниель Конц |
| |                               |                                                                                            |                               | Судья: Рене Градил Даниель Конц |
| |                               |                                                                                            |                               | Судья: Рене Градил Даниель Конц |
| |                               |                                                                                            |                               | Судья: Рене Градил Даниель Конц |
| 0 мин | Штраф                         | 4 мин                                                                                      |                               | Судья: Рене Градил Даниель Конц |
| |                               |                                                                                            |                               |                                 |
| | 26                            | Броски                                                                                     | 26                            |                                 |

| 23 апреля 2015 16:30 | Украина | 2 : 4 (0:0, 2:1, 0:3) | Венгрия | Краков Арена, Краков Зрителей: 3774 |

| Отчёт                                                                                           | Отчёт                           | Отчёт | Отчёт                      | Отчёт                           |
| ----------------------------------------------------------------------------------------------- | ------------------------------- | --- | -------------------------- | ------------------------------- |
|                                                                                                 |                                 | |                            |                                 |
|                                                                                                 | Эдуард Захарченко — 00:00-59:23 | Вратари | 00:00-60:00 — Миклош Райна | Судья: Маркус Линде Вики Трилар |
|                                                                                                 | Голы:                           | |                            | Судья: Маркус Линде Вики Трилар |
| Роман Благой (бол.) — 24:36 (А. Михнов, И. Кугут) Артём Гниденко — 34:19 (А. Михнов, Р. Благой) | 1:0 2:0 2:1 2:2 2:3 2:4         | 36:44 — Эндрю Сарауэр (Ф. Бэнхэм, Б. Гёз) 51:26 — Даниэль Когер (бол.) (Э. Сарауэр, Я. Хари) 56:05 — Эндрю Сарауэр (Д. Когер, И. Шофрон) 57:15 — Иштван Шофрон (мен.) (Д. Кишш) |                            | Судья: Маркус Линде Вики Трилар |
|                                                                                                 |                                 | |                            | Судья: Маркус Линде Вики Трилар |
|                                                                                                 |                                 | |                            | Судья: Маркус Линде Вики Трилар |
|                                                                                                 |                                 | |                            | Судья: Маркус Линде Вики Трилар |
| 6 мин                                                                                           | Штраф                           | 8 мин |                            | Судья: Маркус Линде Вики Трилар |
|                                                                                                 |                                 | |                            |                                 |
|                                                                                                 | 17                              | Броски | 32                         |                                 |

| 23 апреля 2015 20:00 | Казахстан | 3 : 2 (0:0, 2:1, 1:1) | Польша | Краков Арена, Краков Зрителей: 9067 |

| Отчёт | Отчёт                         | Отчёт | Отчёт                            | Отчёт                            |
| --- | ----------------------------- | --- | -------------------------------- | -------------------------------- |
| |                               | |                                  |                                  |
| | Павел Полуэктов — 00:00-60:00 | Вратари | 00:00-59:53 — Рафал Радзижевский | Судья: Андрис Ансонс Петер Гебей |
| | Голы:                         | |                                  | Судья: Андрис Ансонс Петер Гебей |
| Роман Старченко (бол.) — 29:40 (К. Даллмэн, В. Краснослободцев) Роман Старченко — 36:56 (К. Руденко) Роман Старченко — 55:26 (К. Савенков) | 1:0 1:1 2:1 2:2 3:2           | 35:33 — Бартоломей Почеха (бол.) (С. Ковалёвка, А. Шмилевский) 48:20 — Марцин Колуш (М. Брык, М. Ромпковский) |                                  | Судья: Андрис Ансонс Петер Гебей |
| |                               | |                                  | Судья: Андрис Ансонс Петер Гебей |
| |                               | |                                  | Судья: Андрис Ансонс Петер Гебей |
| |                               | |                                  | Судья: Андрис Ансонс Петер Гебей |
| 6 мин | Штраф                         | 10 мин |                                  | Судья: Андрис Ансонс Петер Гебей |
| |                               | |                                  |                                  |
| | 27                            | Броски | 23                               |                                  |

| 25 апреля 2015 13:00 | Япония | 3 : 1 (0:0, 3:1, 0:0) | Украина | Краков Арена, Краков Зрителей: 2647 |

| Отчёт | Отчёт                         | Отчёт                                      | Отчёт                           | Отчёт                            |
| --- | ----------------------------- | ------------------------------------------ | ------------------------------- | -------------------------------- |
| |                               |                                            |                                 |                                  |
| | Ютака Фукуфудзи — 00:00-60:00 | Вратари                                    | 00:00-59:37 — Эдуард Захарченко | Судья: Андрис Ансонс Петер Гебей |
| | Голы:                         |                                            |                                 | Судья: Андрис Ансонс Петер Гебей |
| Юсиро Хирано (бол.) — 30:20 (С. Янадори, Д. Обара) Хироки Уэно — 33:22 (Д. Обара, К. Миносима) Дайсукэ Обара (бол.) — 36:00 (С. Такахаси) | 0:1 :1 2:1 3:1                | 28:13 — Роман Благой (бол.) (Ю. Наваренко) |                                 | Судья: Андрис Ансонс Петер Гебей |
| |                               |                                            |                                 | Судья: Андрис Ансонс Петер Гебей |
| |                               |                                            |                                 | Судья: Андрис Ансонс Петер Гебей |
| |                               |                                            |                                 | Судья: Андрис Ансонс Петер Гебей |
| 14 мин | Штраф                         | 12 мин                                     |                                 | Судья: Андрис Ансонс Петер Гебей |
| |                               |                                            |                                 |                                  |
| | 21                            | Броски                                     | 27                              |                                  |

| 25 апреля 2015 16:30 | Италия | 0 : 3 (0:1, 0:0, 0:2) | Казахстан | Краков Арена, Краков Зрителей: 3110 |

| Отчёт | Отчёт                         | Отчёт | Отчёт                         | Отчёт                           |
| ----- | ----------------------------- | --- | ----------------------------- | ------------------------------- |
|       |                               | |                               |                                 |
|       | Андреас Бернард — 00:00-60:00 | Вратари | 00:00-60:00 — Павел Полуэктов | Судья: Маркус Линде Вики Трилар |
|       | Голы:                         | |                               | Судья: Маркус Линде Вики Трилар |
|       | 0:1 0:2 0:3                   | 06:42 — Евгений Рымарев (М. Худяков) 45:10 — Талгат Жайлауов (К. Савенков) 53:39 — Алексей Воронцов (бул.) |                               | Судья: Маркус Линде Вики Трилар |
|       |                               | |                               | Судья: Маркус Линде Вики Трилар |
|       |                               | |                               | Судья: Маркус Линде Вики Трилар |
|       |                               | |                               | Судья: Маркус Линде Вики Трилар |
| 6 мин | Штраф                         | 4 мин |                               | Судья: Маркус Линде Вики Трилар |
|       |                               | |                               |                                 |
|       | 24                            | Броски | 20                            |                                 |

| 25 апреля 2015 20:00 | Венгрия | 2 : 1 (0:0, 0:0, 2:1) | Польша | Краков Арена, Краков Зрителей: 12 632 |

| Отчёт                                                                | Отчёт                      | Отчёт                                          | Отчёт                                                   | Отчёт                           |
| -------------------------------------------------------------------- | -------------------------- | ---------------------------------------------- | ------------------------------------------------------- | ------------------------------- |
|                                                                      |                            |                                                |                                                         |                                 |
|                                                                      | Миклош Райна — 00:00-60:00 | Вратари                                        | 00:00-55:42 — Пшемыслав Одробны 56:52-58:35 59:43-59:51 | Судья: Даниель Конц Марк Виганд |
|                                                                      | Голы:                      |                                                |                                                         | Судья: Даниель Конц Марк Виганд |
| Янош Хари — 41:30 (Ф. Бэнхэм, Б. Шебок) Бенце Сираньи (п.в.) — 59:54 | 1:0 1:1 2:1                | 56:52 — Матеуш Брык (Г. Пащут, М. Ромпковский) |                                                         | Судья: Даниель Конц Марк Виганд |
|                                                                      |                            |                                                |                                                         | Судья: Даниель Конц Марк Виганд |
|                                                                      |                            |                                                |                                                         | Судья: Даниель Конц Марк Виганд |
|                                                                      |                            |                                                |                                                         | Судья: Даниель Конц Марк Виганд |
| 4 мин                                                                | Штраф                      | 6 мин                                          |                                                         | Судья: Даниель Конц Марк Виганд |
|                                                                      |                            |                                                |                                                         |                                 |
|                                                                      | 36                         | Броски                                         | 29                                                      |                                 |

### Лучшие бомбардиры
| Игрок                 | И | Г | П | О | Штр | +/− |
| --------------------- | - | - | - | - | --- | --- |
| Роман Старченко       | 5 | 4 | 2 | 6 | 6   | +8  |
| Кевин Даллмэн         | 4 | 3 | 3 | 6 | 0   | +5  |
| Константин Руденко    | 5 | 3 | 3 | 6 | 2   | +6  |
| Евгений Рымарев       | 5 | 3 | 3 | 6 | 0   | +3  |
| Вадим Краснослободцев | 5 | 2 | 4 | 6 | 0   | +4  |
| Эндрю Сарауэр         | 5 | 2 | 4 | 6 | 2   | +7  |
| Даниэль Когер         | 5 | 3 | 2 | 5 | 2   | +4  |
| Марцин Колуш          | 5 | 2 | 3 | 5 | 0   | +2  |
| Матеуш Ромпковский    | 5 | 2 | 3 | 5 | 4   | +2  |
| Фрэнк Бэнхэм          | 5 | 1 | 4 | 5 | 2   | +3  |
| Талгат Жайлауов       | 5 | 1 | 4 | 5 | 0   | 0   |

Примечание: И = Количество проведённых игр; Г = Голы; П = Голевые передачи; О = Очки; Штр = Штрафное время; +/− = Плюс-минус
По данным: IIHF.com Архивная копия от 3 марта 2016 на Wayback Machine

### Лучшие вратари
В списке вратари, сыгравшие не менее 40 % от всего игрового времени их сборной.
| Игроки            | Мин    | Бр  | ПШ | КН   | %ОБ   | И"0" |
| ----------------- | ------ | --- | -- | ---- | ----- | ---- |
| Пшемыслав Одробны | 185:39 | 85  | 3  | 0.97 | 96.47 | 1    |
| Павел Полуэктов   | 300:00 | 99  | 6  | 1.20 | 93.94 | 2    |
| Миклош Райна      | 240:00 | 79  | 6  | 1.50 | 92.41 | 0    |
| Ютака Фукуфудзи   | 257:30 | 111 | 11 | 2.56 | 90.09 | 0    |
| Андреас Бернард   | 298:00 | 103 | 11 | 2.21 | 89.32 | 0    |

Примечание: Мин = Количество сыгранных минут; Бр = Броски; ПШ = Пропущено шайб; КН = Коэффициент надёжности; %ОБ = Процент отражённых бросков; И"0" = «Сухие игры»
По данным: IIHF.com Архивная копия от 3 марта 2016 на Wayback Machine

### Индивидуальные награды
Самый ценный игрок (MVP):
- Роман Старченко

Лучшие игроки:
- Вратарь:  Пшемыслав Одробны
- Защитник:  Кевин Даллмэн
- Нападающий:  Роман Старченко

Сборная всех звёзд:
- Вратарь:  Павел Полуэктов
- Защитники:  Кевин Даллмэн —  Матуеш Ромпковский
- Нападающие:  Роман Старченко —  Эндрю Сарауэр —  Марцин Колуш

## Группа B
|  | Команда, выходящая в группу A первого дивизиона чемпионата мира 2016 года   |
|  | Команда, переходящая в группу A второго дивизиона чемпионата мира 2016 года |

### Таблица
| М | Сборная          | И | В | ВО | ПО | П | ШЗ | ШП | РШ  | О  |
| - | ---------------- | - | - | -- | -- | - | -- | -- | --- | -- |
| 1 | Республика Корея | 5 | 4 | 0  | 0  | 1 | 30 | 11 | +19 | 12 |
| 2 | Великобритания   | 5 | 3 | 1  | 0  | 1 | 13 | 10 | +3  | 11 |
| 3 | Литва            | 5 | 3 | 0  | 0  | 2 | 11 | 12 | −1  | 9  |
| 4 | Хорватия         | 5 | 2 | 0  | 1  | 3 | 17 | 20 | −3  | 7  |
| 5 | Эстония          | 5 | 1 | 0  | 0  | 4 | 10 | 21 | −11 | 3  |
| 6 | Нидерланды       | 5 | 1 | 0  | 0  | 4 | 9  | 16 | −7  | 3  |

### Результаты
Время местное (UTC+2).
| 13 апреля 2015 13:30 | Великобритания | 3 : 2 (ОТ) (0:1, 0:0, 2:1, 1:0) | Хорватия | Эйсспортцентрум, Эйндховен Зрителей: 750 |

| Отчёт | Отчёт                               | Отчёт                                                                | Отчёт                      | Отчёт              |
| --- | ----------------------------------- | -------------------------------------------------------------------- | -------------------------- | ------------------ |
| |                                     |                                                                      |                            |                    |
| | Бен Боунс — 00:00-58:49 59:55-60:11 | Вратари                                                              | 00:00-60:11 — Марк Деканич | Судья: Шейн Варшав |
| | Голы:                               |                                                                      |                            | Судья: Шейн Варшав |
| Бен О'Коннор (бол.) — 52:57 (М. Майерс) Марк Ричардсон — 59:55 (Р. Дауд) Марк Ричардсон — 60:11 (Б. О'Коннор) | 0:1 0:2 1:2 2:2 3:2                 | 16:57 — Майк Глумац (мен.) 46:52 — Натан Перкович (бол.) (Э. Сертич) |                            | Судья: Шейн Варшав |
| |                                     |                                                                      |                            | Судья: Шейн Варшав |
| |                                     |                                                                      |                            | Судья: Шейн Варшав |
| |                                     |                                                                      |                            | Судья: Шейн Варшав |
| 10 мин | Штраф                               | 24 мин                                                               |                            | Судья: Шейн Варшав |
| |                                     |                                                                      |                            |                    |
| | 36                                  | Броски                                                               | 30                         |                    |

| 13 апреля 2015 17:00 | Эстония | 3 : 7 (1:2, 1:3, 1:2) | Республика Корея | Эйсспортцентрум, Эйндховен Зрителей: 750 |

| Отчёт | Отчёт                                           | Отчёт | Отчёт                    | Отчёт               |
| --- | ----------------------------------------------- | --- | ------------------------ | ------------------- |
| |                                                 | |                          |                     |
| | Вильям-Хенрик Койтмаа — 00:00-56:45 57:54-60:00 | Вратари | 00:00-60:00 — Пак Кьехун | Судья: Джефф Ингрэм |
| | Голы:                                           | |                          | Судья: Джефф Ингрэм |
| Андрей Макров — 18:22 Андрей Макров — 32:15 (Р. Рооба) Василий Титаренко (бол.) — 42:27 (Р. Эмбрих, А. Макров) | 0:1 0:2 1:2 1:3 2:3 2:4 2:5 3:5 3:6 3:7         | 04:10 — Ким Санвук (бол.) (Ким Вончун, Ким Кисон) 17:20 — Майкл Свифт (Чо Минхо, Ли Донку) 25:01 — Майкл Тествайд 38:31 — Ли Ёнчун 39:54 — Сон Вуже (мен.) (М. Тествайд) 47:21 — Майкл Свифт (Син Хюджун, Пак Вусан) 57:54 — Майкл Тествайд (п.в.) (Пак Вусан) |                          | Судья: Джефф Ингрэм |
| |                                                 | |                          | Судья: Джефф Ингрэм |
| |                                                 | |                          | Судья: Джефф Ингрэм |
| |                                                 | |                          | Судья: Джефф Ингрэм |
| 31 мин | Штраф                                           | 6 мин |                          | Судья: Джефф Ингрэм |
| |                                                 | |                          |                     |
| | 25                                              | Броски | 48                       |                     |

| 13 апреля 2015 20:30 | Нидерланды | 0 : 1 (0:1, 0:0, 0:0) | Литва | Эйсспортцентрум, Эйндховен Зрителей: 1500 |

| Отчёт  | Отчёт                       | Отчёт                                               | Отчёт                        | Отчёт               |
| ------ | --------------------------- | --------------------------------------------------- | ---------------------------- | ------------------- |
|        |                             |                                                     |                              |                     |
|        | Иан Мейердрес — 00:00-58:42 | Вратари                                             | 00:00-60:00 — Мантас Армалис | Судья: Якоб Грумсен |
|        | Голы:                       |                                                     |                              | Судья: Якоб Грумсен |
|        | 0:1                         | 00:11 — Арнольдас Босас (П. Гинтаутас, Д. Богдзюль) |                              | Судья: Якоб Грумсен |
|        |                             |                                                     |                              | Судья: Якоб Грумсен |
|        |                             |                                                     |                              | Судья: Якоб Грумсен |
|        |                             |                                                     |                              | Судья: Якоб Грумсен |
| 20 мин | Штраф                       | 10 мин                                              |                              | Судья: Якоб Грумсен |
|        |                             |                                                     |                              |                     |
|        | 35                          | Броски                                              | 26                           |                     |

| 14 апреля 2015 13:30 | Эстония | 1 : 2 (0:1, 1:0, 0:1) | Великобритания | Эйсспортцентрум, Эйндховен Зрителей: 500 |

| Отчёт                            | Отчёт                                   | Отчёт                                                                                    | Отчёт                   | Отчёт                |
| -------------------------------- | --------------------------------------- | ---------------------------------------------------------------------------------------- | ----------------------- | -------------------- |
|                                  |                                         |                                                                                          |                         |                      |
|                                  | Роман Шумихин — 00:00-59:23 59:28-59:47 | Вратари                                                                                  | 00:00-60:00 — Бен Боунс | Судья: Ансси Салонен |
|                                  | Голы:                                   |                                                                                          |                         | Судья: Ансси Салонен |
| Роберт Рооба — 33:19 (А. Макров) | 0:1 :1 1:2                              | 15:36 — Дэвид Филлипс (Дж. Уивер, Р. Коули) 54:10 — Роберт Фармер (Д. Уивер, Д. Филлипс) |                         | Судья: Ансси Салонен |
|                                  |                                         |                                                                                          |                         | Судья: Ансси Салонен |
|                                  |                                         |                                                                                          |                         | Судья: Ансси Салонен |
|                                  |                                         |                                                                                          |                         | Судья: Ансси Салонен |
| 2 мин                            | Штраф                                   | 6 мин                                                                                    |                         | Судья: Ансси Салонен |
|                                  |                                         |                                                                                          |                         |                      |
|                                  | 30                                      | Броски                                                                                   | 32                      |                      |

| 14 апреля 2015 17:00 | Хорватия | 4 : 1 (0:1, 2:0, 2:0) | Литва | Эйсспортцентрум, Эйндховен Зрителей: 350 |

| Отчёт | Отчёт                      | Отчёт                              | Отчёт                                    | Отчёт               |
| --- | -------------------------- | ---------------------------------- | ---------------------------------------- | ------------------- |
| |                            |                                    |                                          |                     |
| | Марк Деканич — 00:00-60:00 | Вратари                            | 00:00-58:25 — Мантас Армалис 59:26-60:00 | Судья: Джефф Ингрэм |
| | Голы:                      |                                    |                                          | Судья: Джефф Ингрэм |
| Натан Перкович — 30:56 (А. Летанг) Энди Сертич (бол.) — 33:34 (Дж. Во, М. Деканич) Райан Кинашевич (бол.) — 46:26 (Э. Сертич, Э. Мюррей) Эндрю Мюррей (п.в.) — 59:26 (Н. Перкович, Дж. Во) | 0:1 :1 2:1 3:1 4:1         | 17:42 — Угнюс Чижас (Д. Номановас) |                                          | Судья: Джефф Ингрэм |
| |                            |                                    |                                          | Судья: Джефф Ингрэм |
| |                            |                                    |                                          | Судья: Джефф Ингрэм |
| |                            |                                    |                                          | Судья: Джефф Ингрэм |
| 20 мин | Штраф                      | 16 мин                             |                                          | Судья: Джефф Ингрэм |
| |                            |                                    |                                          |                     |
| | 35                         | Броски                             | 31                                       |                     |

| 14 апреля 2015 20:30 | Республика Корея | 7 : 1 (2:0, 3:1, 2:0) | Нидерланды | Эйсспортцентрум, Эйндховен Зрителей: 920 |

| Отчёт | Отчёт                           | Отчёт                         | Отчёт                                                      | Отчёт              |
| --- | ------------------------------- | ----------------------------- | ---------------------------------------------------------- | ------------------ |
| |                                 |                               |                                                            |                    |
| | Пак Сунже — 00:00-60:00         | Вратари                       | 00:00-40:00 — Иан Мейердрес 40:00-60:00 — Мартин Остервейк | Судья: Шейн Варшав |
| | Голы:                           |                               |                                                            | Судья: Шейн Варшав |
| Син Сангун — 04:03 (М. Тествайд) Чо Минхо — 15:30 (М. Тествайд, Син Сангун) Ли Донку (бол.) — 22:13 (М. Свифт) Майкл Свифт (бол.) — 31:01 (Чо Минхо) Майкл Свифт — 34:30 (Син Хьюн Ун) Ли Донку — 48:32 (Ким Санвук, Ким Кисон) Чо Минхо — 51:17 (Ох Хёнхо) | 1:0 2:0 3:0 4:0 5:0 5:1 6:1 7:1 | 39:34 — Кевин Бруйстен (бол.) |                                                            | Судья: Шейн Варшав |
| |                                 |                               |                                                            | Судья: Шейн Варшав |
| |                                 |                               |                                                            | Судья: Шейн Варшав |
| |                                 |                               |                                                            | Судья: Шейн Варшав |
| 20 мин | Штраф                           | 12 мин                        |                                                            | Судья: Шейн Варшав |
| |                                 |                               |                                                            |                    |
| | 37                              | Броски                        | 18                                                         |                    |

| 16 апреля 2015 13:30 | Литва | 6 : 1 (2:0, 0:1, 4:0) | Эстония | Эйсспортцентрум, Эйндховен Зрителей: 300 |

| Отчёт | Отчёт                        | Отчёт                                               | Отчёт                                   | Отчёт              |
| --- | ---------------------------- | --------------------------------------------------- | --------------------------------------- | ------------------ |
| |                              |                                                     |                                         |                    |
| | Мантас Армалис — 00:00-60:00 | Вратари                                             | 00:00-51:09 — Роман Шумихин 53:29-60:00 | Судья: Шейн Варшав |
| | Голы:                        |                                                     |                                         | Судья: Шейн Варшав |
| Айварас Бенджюс — 04:58 Дарюс Плискаускас (бол.) — 19:02 (Н. Алишаускас) Айварас Бенджюс — 43:30 Миндаугас Керас (бол.) — 49:26 (А. Босас, Н. Алишаускас) Даниелюс Номановас (п.в.) — 53:29 (Д. Богдзюль) Дарюс Плискаускас — 56:48 | 1:0 2:0 2:1 3:1 4:1 5:1 6:1  | 25:16 — Алексей Сибирцев (Р. Андреев, В. Титаренко) |                                         | Судья: Шейн Варшав |
| |                              |                                                     |                                         | Судья: Шейн Варшав |
| |                              |                                                     |                                         | Судья: Шейн Варшав |
| |                              |                                                     |                                         | Судья: Шейн Варшав |
| 8 мин | Штраф                        | 6 мин                                               |                                         | Судья: Шейн Варшав |
| |                              |                                                     |                                         |                    |
| | 30                           | Броски                                              | 26                                      |                    |

| 16 апреля 2015 17:00 | Республика Корея | 2 : 3 (1:0, 1:2, 0:1) | Великобритания | Эйсспортцентрум, Эйндховен Зрителей: 700 |

| Отчёт                                                                                | Отчёт                   | Отчёт                                                                                     | Отчёт                   | Отчёт               |
| ------------------------------------------------------------------------------------ | ----------------------- | ----------------------------------------------------------------------------------------- | ----------------------- | ------------------- |
|                                                                                      |                         |                                                                                           |                         |                     |
|                                                                                      | Пак Сунже — 00:00-58:51 | Вратари                                                                                   | 00:00-60:00 — Бен Боунс | Судья: Якоб Грумсен |
|                                                                                      | Голы:                   |                                                                                           |                         | Судья: Якоб Грумсен |
| Пак Вусан — 19:38 (Ли Донку, Ким Вончун) Ким Кисон — 20:35 (Ким Санвук, Б. Радунске) | 1:0 2:0 2:1 2:2 2:3     | 20:51 — Роберт Фармер 33:35 — Бен О'Коннор (бол.) (Дж. Уивер) 46:39 — Бен О'Коннор (бул.) |                         | Судья: Якоб Грумсен |
|                                                                                      |                         |                                                                                           |                         | Судья: Якоб Грумсен |
|                                                                                      |                         |                                                                                           |                         | Судья: Якоб Грумсен |
|                                                                                      |                         |                                                                                           |                         | Судья: Якоб Грумсен |
| 14 мин                                                                               | Штраф                   | 12 мин                                                                                    |                         | Судья: Якоб Грумсен |
|                                                                                      |                         |                                                                                           |                         |                     |
|                                                                                      | 30                      | Броски                                                                                    | 30                      |                     |

| 16 апреля 2015 20:30 | Хорватия | 2 : 5 (2:2, 0:1, 0:2) | Нидерланды | Эйсспортцентрум, Эйндховен Зрителей: 1350 |

| Отчёт                                                                 | Отчёт                      | Отчёт | Отчёт                          | Отчёт                |
| --------------------------------------------------------------------- | -------------------------- | --- | ------------------------------ | -------------------- |
|                                                                       |                            | |                                |                      |
|                                                                       | Марк Деканич — 00:00-57:55 | Вратари | 00:00-60:00 — Мартин Остервейк | Судья: Ансси Салонен |
|                                                                       | Голы:                      | |                                | Судья: Ансси Салонен |
| Натан Перкович — 00:12 Эндрю Муррей — 19:22 (Р. Кинашевич, А. Летанг) | 1:0 1:1 1:2 :2 2:3 2:4 2:5 | 12:28 — Тони Демелинне (К. Бруйстен) 15:06 — Кевин Бруйстен (бол.) (Р. Вурм, Э. Туммерс) 39:36 — Рональд Вурм (Д. Хагемейер, И. ван ден Хейвел) 42:24 — Мартен Брекелманс (Н. де Йонг, Д. ван Лийден) 59:58 — Дидерик Хагемейер (п.в.) |                                | Судья: Ансси Салонен |
|                                                                       |                            | |                                | Судья: Ансси Салонен |
|                                                                       |                            | |                                | Судья: Ансси Салонен |
|                                                                       |                            | |                                | Судья: Ансси Салонен |
| 18 мин                                                                | Штраф                      | 8 мин |                                | Судья: Ансси Салонен |
|                                                                       |                            | |                                |                      |
|                                                                       | 24                         | Броски | 28                             |                      |

| 18 апреля 2015 13:30 | Литва | 0 : 5 (0:0, 0:3, 0:2) | Республика Корея | Эйсспортцентрум, Эйндховен Зрителей: 1500 |

| Отчёт  | Отчёт                        | Отчёт | Отчёт                   | Отчёт                |
| ------ | ---------------------------- | --- | ----------------------- | -------------------- |
|        |                              | |                         |                      |
|        | Мантас Армалис — 00:00-60:00 | Вратари | 00:00-60:00 — Пак Сунже | Судья: Ансси Салонен |
|        | Голы:                        | |                         | Судья: Ансси Салонен |
|        | 0:1 0:2 0:3 0:4 0:5          | 29:28 — Ан Чун Хью (Б. Радунске, Ким Кисон) 35:49 — Чо Минхо (Син Хьюн Юн, Син Сангун) 37:44 — Ким Санвук (бол.) (Б. Радунске) 52:01 — Ли Ёнджун (Ким Хёк) 54:03 — Ким Кисон (бол.) (Б. Радунске) |                         | Судья: Ансси Салонен |
|        |                              | |                         | Судья: Ансси Салонен |
|        |                              | |                         | Судья: Ансси Салонен |
|        |                              | |                         | Судья: Ансси Салонен |
| 10 мин | Штраф                        | 10 мин |                         | Судья: Ансси Салонен |
|        |                              | |                         |                      |
|        | 15                           | Броски | 46                      |                      |

| 18 апреля 2015 17:00 | Хорватия | 5 : 2 (1:2, 2:0, 2:0) | Эстония | Эйсспортцентрум, Эйндховен |

| Отчёт | Отчёт                       | Отчёт                                                  | Отчёт                                           | Отчёт               |
| --- | --------------------------- | ------------------------------------------------------ | ----------------------------------------------- | ------------------- |
| |                             |                                                        |                                                 |                     |
| | Марк Деканич — 00:00-60:00  | Вратари                                                | 00:00-57:31 — Виллем Хенрик-Койтмаа 58:37-60:00 | Судья: Якоб Грумсен |
| | Голы:                       |                                                        |                                                 | Судья: Якоб Грумсен |
| Райан Кинашевич — 11:28 (Э. Сертич) Натан Перкович — 23:52 (М. Благуc, Б. Кегаль) Матья Миличич — 39:08 (Э. Сертич, Э. Мюррей) Райан Кинашевич — 49:18 (Э. Мюррей) Эндрю Мюррей (п.в.) — 58:37 | 0:1 0:2 1:2 2:2 3:2 4:2 5:2 | 06:23 — Андрей Макров (М. Аукси) 09:09 — Артур Федорук |                                                 | Судья: Якоб Грумсен |
| |                             |                                                        |                                                 | Судья: Якоб Грумсен |
| |                             |                                                        |                                                 | Судья: Якоб Грумсен |
| |                             |                                                        |                                                 | Судья: Якоб Грумсен |
| 4 мин | Штраф                       | 4 мин                                                  |                                                 | Судья: Якоб Грумсен |
| |                             |                                                        |                                                 |                     |
| | 32                          | Броски                                                 | 28                                              |                     |

| 18 апреля 2015 20:30 | Великобритания | 3 : 2 (3:1, 0:0, 0:1) | Нидерланды | Эйсспортцентрум, Эйндховен Зрителей: 2500 |

| Отчёт | Отчёт                   | Отчёт                                                                                           | Отчёт                                                      | Отчёт               |
| --- | ----------------------- | ----------------------------------------------------------------------------------------------- | ---------------------------------------------------------- | ------------------- |
| |                         |                                                                                                 |                                                            |                     |
| | Бен Боунс — 00:00-60:00 | Вратари                                                                                         | 00:00-12:13 — Мартин Остервейк 12:13-58:37 — Иан Мейердрес | Судья: Джефф Ингрэм |
| | Голы:                   |                                                                                                 |                                                            | Судья: Джефф Ингрэм |
| Пол Свиндлхёрст — 04:01 (Б. О'Коннор, К. Шилдс) Крис Блайт — 09:24 (К. Пикок) Крейг Пикок — 12:13 (К. Шилдс) | 0:1 :1 2:1 3:1 3:2      | 03:09 — Стив Мэйсон (Д. Хагемейер, Й. ван Орсот) 53:58 — Леви Хоукс (Д. ван Лийден, Э. Туммерс) |                                                            | Судья: Джефф Ингрэм |
| |                         |                                                                                                 |                                                            | Судья: Джефф Ингрэм |
| |                         |                                                                                                 |                                                            | Судья: Джефф Ингрэм |
| |                         |                                                                                                 |                                                            | Судья: Джефф Ингрэм |
| 8 мин | Штраф                   | 2 мин                                                                                           |                                                            | Судья: Джефф Ингрэм |
| |                         |                                                                                                 |                                                            |                     |
| | 30                      | Броски                                                                                          | 17                                                         |                     |

| 19 апреля 2015 13:30 | Республика Корея | 9 : 4 (1:1, 5:2, 3:1) | Хорватия | Эйсспортцентрум, Эйндховен Зрителей: 1500 |

| Отчёт | Отчёт                                              | Отчёт | Отчёт                                                    | Отчёт               |
| --- | -------------------------------------------------- | --- | -------------------------------------------------------- | ------------------- |
| |                                                    | |                                                          |                     |
| | Пак Сунже — 00:00-60:00                            | Вратари | 00:00-21:45 — Марк Деканич 21:45-60:00 — Мате Томленович | Судья: Джефф Ингрэм |
| | Голы:                                              | |                                                          | Судья: Джефф Ингрэм |
| Майкл Свифт — 04:39 (М. Тествайд) Ан Чин Хью (бол.) — 24:43 (Ким Вончун, Ким Санвук) Ким Кисон — 24:45 (Ким Санвук, Б. Радунске) Ким Вончун — 26:14 (М. Свифт) Ким Кисон — 28:17 (Ким Санвук) Майкл Тествайд — 37:34 (М. Свифт, Пак Вусан) Ким Вончун (бол.) — 48:49 (Ким Кисон, Б. Радунске) Майкл Тествайд — 54:13 (М. Свифт) Ким Санвук — 55:27 (Б. Радунске) | 1:0 1:1 1:2 :2 3:2 4:2 5:2 5:3 6:3 7:3 7:4 8:4 9:4 | 09:39 — Мислав Благуш (М. Перкович, М. Глумац) 22:58 — Райан Кинашевич (бол.) (М. Миличич, Э. Мюррей) 30:10 — Иван Бренчун (мен.) (Э. Мюррей) 53:52 — Игорь Ячменяк (бол.) (Р. Кинашевич, С. Мартинович) |                                                          | Судья: Джефф Ингрэм |
| |                                                    | |                                                          | Судья: Джефф Ингрэм |
| |                                                    | |                                                          | Судья: Джефф Ингрэм |
| |                                                    | |                                                          | Судья: Джефф Ингрэм |
| 18 мин | Штраф                                              | 80 мин |                                                          | Судья: Джефф Ингрэм |
| |                                                    | |                                                          |                     |
| | 39                                                 | Броски | 20                                                       |                     |

| 19 апреля 2015 17:00 | Литва | 3 : 2 (0:1, 2:0, 1:1) | Великобритания | Эйсспортцентрум, Эйндховен Зрителей: 1800 |

| Отчёт | Отчёт                        | Отчёт                                                                                  | Отчёт                               | Отчёт                |
| --- | ---------------------------- | -------------------------------------------------------------------------------------- | ----------------------------------- | -------------------- |
| |                              |                                                                                        |                                     |                      |
| | Мантас Армалис — 00:00-60:00 | Вратари                                                                                | 00:00-59:30 — Бен Боунс 59:37-59:44 | Судья: Ансси Салонен |
| | Голы:                        |                                                                                        |                                     | Судья: Ансси Салонен |
| Даниэлюс Номановас — 29:55 (Э. Рыбаков, А. Височкас) Нериюс Алишаускас (бол.) — 37:45 (Д. Кумеляускас) Паулюс Гинтаутас (бол.) — 53:01 (М. Керас, Н. Алишаускас) | 0:1 :1 2:1 2:2 3:2           | 14:08 — Марк Гарсайд (М. Томас, Р. Лажович) 43:25 — Рассел Коули (Дж. Уивер, Д. Принс) |                                     | Судья: Ансси Салонен |
| |                              |                                                                                        |                                     | Судья: Ансси Салонен |
| |                              |                                                                                        |                                     | Судья: Ансси Салонен |
| |                              |                                                                                        |                                     | Судья: Ансси Салонен |
| 33 мин | Штраф                        | 14 мин                                                                                 |                                     | Судья: Ансси Салонен |
| |                              |                                                                                        |                                     |                      |
| | 15                           | Броски                                                                                 | 37                                  |                      |

| 19 апреля 2015 20:30 | Нидерланды | 1 : 3 (0:2, 1:0, 0:1) | Эстония | Эйсспортцентрум, Эйндховен Зрителей: 1500 |

| Отчёт                                    | Отчёт                                   | Отчёт | Отчёт                       | Отчёт              |
| ---------------------------------------- | --------------------------------------- | --- | --------------------------- | ------------------ |
|                                          |                                         | |                             |                    |
|                                          | Иан Мейердрес — 00:00-59:01 59:08-59:22 | Вратари | 00:00-60:00 — Роман Шумихин | Судья: Шейн Варшав |
|                                          | Голы:                                   | |                             | Судья: Шейн Варшав |
| Эрик Туммерс — 28:55 (Д. ван де Вельден) | 0:1 0:2 1:2 1:3                         | 17:27 — Андрей Макров (бол.) (Л. Лахесалу, Р. Рооба) 18:49 — Андрей Макров (бол.) (А. Сибирцев, И. Урушев) 59:08 — Андрей Макров (п.в.) (Л. Лахесалу, Р. Рооба) |                             | Судья: Шейн Варшав |
|                                          |                                         | |                             | Судья: Шейн Варшав |
|                                          |                                         | |                             | Судья: Шейн Варшав |
|                                          |                                         | |                             | Судья: Шейн Варшав |
| 22 мин                                   | Штраф                                   | 4 мин |                             | Судья: Шейн Варшав |
|                                          |                                         | |                             |                    |
|                                          | 22                                      | Броски | 31                          |                    |

### Лучшие бомбардиры
| Игрок           | И | Г | П | О | Штр | +/− |
| --------------- | - | - | - | - | --- | --- |
| Майкл Свифт     | 5 | 5 | 4 | 9 | 14  | +8  |
| Андрей Макров   | 5 | 6 | 2 | 8 | 2   | −3  |
| Ким Кисон       | 5 | 4 | 4 | 8 | 4   | +5  |
| Майкл Тествайд  | 5 | 4 | 4 | 8 | 0   | +9  |
| Ким Санвук      | 5 | 3 | 5 | 8 | 6   | +4  |
| Эндрю Мюррей    | 5 | 3 | 5 | 8 | 4   | +1  |
| Брок Радунске   | 5 | 0 | 7 | 7 | 0   | +4  |
| Райан Кинашевич | 5 | 4 | 2 | 6 | 0   | −2  |
| Натан Перкович  | 5 | 4 | 2 | 6 | 18  | +2  |

Примечание: И = Количество проведённых игр; Г = Голы; П = Голевые передачи; О = Очки; Штр = Штрафное время; +/− = Плюс-минус
По данным: IIHF.com Архивная копия от 27 апреля 2015 на Wayback Machine

### Лучшие вратари
В списке вратари, сыгравшие не менее 40 % от всего игрового времени их сборной.
| Игроки         | Мин    | Бр  | ПШ | КН   | %ОБ   | И"0" |
| -------------- | ------ | --- | -- | ---- | ----- | ---- |
| Мантас Армалис | 298:58 | 178 | 11 | 2.21 | 93.82 | 1    |
| Иан Мейердрес  | 204:21 | 98  | 8  | 2.35 | 91.84 | 0    |
| Бен Боунс      | 299:04 | 122 | 10 | 2.01 | 91.80 | 0    |
| Марк Деканич   | 259:51 | 128 | 11 | 2.54 | 91.41 | 0    |
| Пак Сунже      | 238:51 | 83  | 8  | 2.01 | 90.36 | 1    |

Примечание: Мин = Количество сыгранных минут; Бр = Броски; ПШ = Пропущено шайб; КН = Коэффициент надёжности; %ОБ = Процент отражённых бросков; И"0" = «Сухие игры»
По данным: IIHF.com Архивная копия от 27 апреля 2015 на Wayback Machine

### Индивидуальные награды
Лучшие игроки:
- Вратарь:  Мантас Армалис
- Защитник:  Бен О'Коннор
- Нападающий:  Ли Юнчун